# Altweltmaulwürfe
Die Altweltmaulwürfe (Talpinae) sind eine Unterfamilie der Familie der Maulwürfe (Talpidae). Diese Unterfamilie setzt sich aus mehr als 50 Arten zusammen, die in sieben Gattungsgruppen unterteilt werden können:
- Sternmull (Condylurini Gill, 1875); 1 Art aus Nordamerika
- Desmane (Desmanini Thomas, 1912); 2 Arten aus Europa
- Amerikanischer Spitzmull (Neurotrichini Hutterer, 2005); 1 Art aus Nordamerika
- Neuweltmaulwürfe (Scalopini Gill, 1875); 9 Arten aus Nordamerika und Ostasien
- Langschwanzmaulwürfe (Scaptonychini Van Valen, 1967); 3 Arten aus Ostasien
- Eigentliche Maulwürfe (Talpini Fischer, 1817); über 35 Arten aus Eurasien, am bekanntesten ist der Europäische Maulwurf
- Japanische Spitzmulle (Urotrichini Dobson, 1883); 2 Arten aus Japan

Die Altweltmaulwürfe umfassen somit mit Ausnahme der Spitzmausmaulwürfe (Uropsilinae) alle Maulwürfe Eurasiens sowie alle Maulwürfe aus Nordamerika. Sie sind dadurch eine vielgestaltige Gruppe: die Desmane und teilweise auch der Sternmull sind an das Wasserleben angepasst, die Japanischen Spitzmulle und der Amerikanische Spitzmull weisen in ihrem Körperbau Ähnlichkeiten mit den Spitzmäusen auf und leben eher oberirdisch, während die Neuweltmaulwürfe und die Eigentlichen Maulwürfe an eine unterirdisch grabende Lebensweise angepasst sind.
Ursprünglich wurde die Familie der Maulwürfe in fünf Unterfamilien untergliedert, welche neben den Spitzmausmaulwürfen (Uropsilinae) die Altweltmaulwürfe im Sinne der Eigentlichen Maulwürfe (Talpinae), die Desmane (Dasmaninae), die Neuweltmaulwürfe (Scalopinae) und den Sternmull (Condylurinae) umfassten, die Japanischen Spitzmulle und der Amerikanische Spitzmull wurden den Neuweltmaulwürfen zugeschlagen. Die Gliederung geht auf Oldfield Thomas aus dem Jahr 1912 zurück und blieb in der Nachfolgezeit weitgehend erhalten, so etwa auch bei George Gaylord Simpson aus dem Jahr 1945. Nachfolgende Autoren wie etwa Leigh Van Valen im Jahr 1967 verfeinerten diese Systematik. Van Valen sah in einer umfassenden Gliederung der Insektenfresser neben den Spitzmausmaulwürfen nur die Altweltmaulwürfe und die Desmane als eigenständige Unterfamilien an. Alle anderen Gruppen (die Neuweltmaulwürfe und den Sternmull) integrierte er auf tribunaler Ebene in die Altweltmaulwürfe. Gleichzeitig löste er die verschiedenen Spitzmulle aus den Neuweltmaulwürfen heraus und sprach ihnen ebenfalls als eigene Tribus eine Position innerhalb der Altweltmaulwürfe zu. Damit hatte Van Valen alle grabenden Maulwürfe innerhalb einer Unterfamilie vereint und behielt lediglich die an ein Wasserleben angepassten Desmane und die oberirdisch lebenden Spitzmausmaulwürfe außerhalb. Etwas anders schätzte es Rainer Hutterer im Jahr 2005 in dem von Don E. Wilson und DeeAnn M. Reeder herausgegebenen Standardwerk Mammal Species of the World ein. Er stufte wiederum die Neuweltmaulwürfe als eigenständige Unterfamilie neben den Altweltmaulwürfen ein, ordnete ersteren aber den Sternmull, letzteren die Desmane und Spitzmulle als Triben zu. In Konsequenz sprach Hutterer den Eigentlichen Maulwürfen und den Neuweltmaulwürfen keine nähere Verwandtschaft mehr zu, wodurch unter anderem die grabenden Eigenschaften der beiden Maulwurfsgruppen lediglich ein Ausdruck von Konvergenz waren und unabhängig voneinander entstanden sind. Gleichzeitig unterstützte das Schema jedoch die Nahverwandtschaft der Spitzmulle. Etwas anders sahen es anatomische Untersuchungen von Marcelo R. Sánchez-Villagra und Kollegen, die fast gleichzeitig veröffentlicht wurden. Hierin bestand ein näheres Verwandtschaftsverhältnis zwischen den Eigentlichen Maulwürfen und Neuweltmaulwürfen auf tribunaler Ebene, die Spitzmulle wurden jedoch nicht als einheitliche Gruppe erkannt. Die Desmane positionierten sich hier weiter außerhalb.
| Thomas 1912  | Simpson 1945 | Van Valen 1967                                                        | Hutterer 2005                                                           | He et al. 2016                                                                                  | Kryštufek und Motokawa 2018                                       |
| ------------ | ------------ | --------------------------------------------------------------------- | ----------------------------------------------------------------------- | ----------------------------------------------------------------------------------------------- | ----------------------------------------------------------------- |
| Condylurinae | Condylurinae | Desmaninae                                                            | Scalopinae *Condylurini *Scalopini                                      | Talpinae *Condylurini *Desmanini *Neurotrichini *Scalopini *Scaptonychini *Talpini *Urotrichini | Talpinae *Condylurini *Desmanini *Scalopini *Talpini *Urotrichini |
| Desmaninae   | Desmaninae   | Talpinae *Scaptonychini *Talpini *Urotrichini *Scalopini *Condylurini | Scalopinae *Condylurini *Scalopini                                      | Talpinae *Condylurini *Desmanini *Neurotrichini *Scalopini *Scaptonychini *Talpini *Urotrichini | Talpinae *Condylurini *Desmanini *Scalopini *Talpini *Urotrichini |
| Scalopinae   | Scalopinae   | Talpinae *Scaptonychini *Talpini *Urotrichini *Scalopini *Condylurini | Talpinae *Desmanini *Neurotrichini *Scaptonychini *Talpini *Urotrichini | Talpinae *Condylurini *Desmanini *Neurotrichini *Scalopini *Scaptonychini *Talpini *Urotrichini | Talpinae *Condylurini *Desmanini *Scalopini *Talpini *Urotrichini |
| Talpinae     | Talpinae     | Talpinae *Scaptonychini *Talpini *Urotrichini *Scalopini *Condylurini | Talpinae *Desmanini *Neurotrichini *Scaptonychini *Talpini *Urotrichini | Talpinae *Condylurini *Desmanini *Neurotrichini *Scalopini *Scaptonychini *Talpini *Urotrichini | Talpinae *Condylurini *Desmanini *Scalopini *Talpini *Urotrichini |
| Uropsilinae  | Uropsilinae  | Uropsilinae                                                           | Uropsilinae                                                             | Uropsilinae                                                                                     | Uropsilinae                                                       |

Die heutige Gliederung der Maulwürfe basiert auf molekulargenetischen Untersuchungen, die im Jahr 2016 von Kai He und Kollegen vorgestellt wurden. Ihnen gelang es, aus allen damals bekannten Gattungen Exemplare zu analysieren. Demnach bilden mit Ausnahme der Spitzmausmaulwürfe alle anderen Formen eine monophyletische Einheit. Sie wurden daher der Unterfamilie der Altweltmaulwürfe zugesprochen. Die beiden großen Linien der Spitzmausmaulwürfe und der Altweltmaulwürfe trennten sich bereits vor 46 Millionen Jahren voneinander, also im Mittleren Eozän. Innerhalb der Altweltmaulwürfe erfolgen alle weiteren Eingliederungen auf Ebene der Tribus. Hierbei bilden die Neuweltmaulwürfe und die Eigentlichen Maulwürfe aber keine engere Verwandtschaftsgemeinschaft. Vielmehr stehen erstere als Schwestergruppe allen anderen gegenüber. Die Eigentlichen Maulwürfe wiederum weisen eine engere Beziehung zu den Desmanen und dem Sternmull auf. Die verschiedenen Spitzmulle sind wiederum enger miteinander verbunden. Die einzelnen Triben begannen sich im Oberen Eozän vor rund 37 Millionen Jahren voneinander zu lösen. Die enge Bindung der Spitzmulle zueinander bewogen im Jahr 2018 Boris Kryštufek und Masaharu Motokawa im achten Band des Standardwerkes Handbook of the Mammals of the World diese unter den Urotrichini zusammenzufassen.
Als Autor der wissenschaftlichen Bezeichnung Talpinae für die Altweltmaulwürfe wird heute Johann Fischer von Waldheim angesehen. Fischer führte im Jahr 1817 in einer Übersichtstabelle die Talpini auf (im heutigen Gebrauch eine Tribus). Er betrachtete diese aber eher inklusiv, da er ihnen auch die Goldmulle zuwies, die mit den Maulwürfen jedoch nicht näher verwandt sind. Bereits drei Jahre zuvor hatte Fischer die Bezeichnung Talpinorum in einem ähnlichen Zusammenhang genutzt. Manche Systematiken geben daher auch 1814 als Jahr an.